# Sphenella nigropilosa
Sphenella nigropilosa es una especie de insecto del género Sphenella de la familia Tephritidae del orden Diptera.

## Historia
Meijere la describió científicamente por primera vez en el año 1914.